# آردا گولر
آردا گولر (تلفظ ترکی استانبولی: [aɾˈda ˈɟylæɾ] ()ⓘ؛ زادهٔ ۲۵ فوریهٔ ۲۰۰۵) بازیکن فوتبال اهل ترکیه است که در پست هافبک هجومی برای باشگاه فوتبال رئال مادرید در لا لیگا و تیم ملی فوتبال ترکیه بازی می‌کند.

## دوران حرفه‌ای باشگاهی

### اوایل دوران حرفه‌ای
گولر دوران جوانی خود را در سال ۲۰۱۴ در باشگاه گنچلربیرلیغی مستقر در آنکارا آغاز کرد. آردا گولر در ۲۰ فوریه ۲۰۱۹، زمانی که تنها ۱۳ سال داشت، توسط باشگاه قدرتمند فنرباغچه ترکیه کشف شد و توسط این باشگاه پرورش یافت. گولر در تمام تیم‌های پایه فنرباغچه از جمله زیر ۱۵ سال، زیر ۱۶ سال و زیر ۱۹ سال بازی کرده است، او ابتدا در فصل ۲۰۱۸-۲۰۱۹ برای تیم زیر ۱۵ سال فنرباغچه بازی کرد و در سال ۲۰۲۰ به تیم زیر ۱۶ سال و در سال ۲۰۲۱ به تیم زیر ۱۹ سال پیوست. او در ۱۸ بازی برای تیم زیر ۱۹ سال فنرباغچه ۷ گل و ۴ پاس گل به ثمر رساند. او همچنین در بازی یک چهارم نهایی پلی‌آف زیر ۱۹ سال ۳ گل و ۱ پاس گل داد و به این ترتیب به عنوان بهترین گلزن پلی‌آف آن فصل توجه‌ها را به خود جلب کرد.
در ژوئیه ۲۰۲۱، گولر انتظار برای جایگاهش در تیم اصلی فنرباغچه را آغاز کرد.
گولر در ۱۳ ژانویه ۲۰۲۱ قرارداد حرفه‌ای دو سال و نیمه‌ای با فنرباغچه امضا کرد. او به عنوان یک بازیکن شگفت‌انگیز و آینده‌دار در نظر گرفته می‌شد. 

### فصل ۲۲-۲۰۲۱
گولر نخستین بازی خود را برای تیم بزرگسالان به عنوان بازیکن تعویضی مقابل باشگاه فنلاندی اچ جی کی در دور رفت پلی‌آف لیگ اروپا ۲۰۲۱-۲۰۲۲ انجام داد. این بازی که در ۱۹ آگوست ۲۰۲۱ در ورزشگاه شوکرو ساراچ‌اوغلو برگزار شد، با نتیجه ۱-۰ به سود فنرباغچه به پایان رسید. سه روز بعد، در نخستین بازی خود در سوپر لیگ، او پاس گلی به میها زایج داد تا او گل پیروزی را در دقیقه ۸۹ بازی مقابل آنتالیااسپور به ثمر برساند. با پیشرفت فصل ۲۲-۲۰۲۱، او زمان بازی بیشتری به دست آورد.
در مارس ۲۰۲۲، گولر به جوان‌ترین گلزن فنرباغچه در تاریخ سوپرلیگ تبدیل شد، در حالی که سه هفته قبل ۱۷ ساله شده بود. تا مه ۲۰۲۲، گولر تنها در ۲۵۵ دقیقه بازی، ۳ گل به ثمر رسانده و ۳ پاس گل داده بود. پس از شروع چشمگیر دوران حرفه‌ای‌اش، گزارش شد که باشگاه‌های بزرگ اروپایی مانند آرسنال، لیورپول، بایرن مونیخ، بوروسیا دورتموند، بارسلونا و پاری سن ژرمن به جذب او علاقه نشان داده‌اند. در ۱۷ مارس ۲۰۲۲، فنرباغچه اعلام کرد که قراردادی سه ساله با او امضا کرده است.

### فصل۲۳-۲۰۲۲
در آغاز فصل ۲۳-۲۰۲۲، پس از جدایی مسوت اوزیل، شماره ۱۰ به گولر داده شد که برای هواداران فنرباغچه معنای خاصی دارد؛ چرا که این شماره، شماره اسطوره‌های باشگاه از جمله الکس د سوزا و جی جی اوکوچا است. او نخستین بازی فصل خود را مقابل قاسم پاشا انجام داد و در ۲۱ دقیقه بازی، دو گل به ثمر رساند. 
در ۳ نوامبر ۲۰۲۲، او اولین گل خود در مسابقات اروپایی را به ثمر رساند و همچنین یک پاس گل در پیروزی ۲-۰ خارج از خانه مقابل دیناموکیف در مرحله گروهی لیگ اروپا داد. در ۱۱ ژوئن ۲۰۲۳، گولر در پیروزی ۲-۰ فینال جام حذفی ترکیه ۲۰۲۳ مقابل استانبول باشاک شهیر تاثیرگذار بود و به عنوان بهترین بازیکن زمین انتخاب شد. در ۶ ژوئیه، گولر در اینستاگرام جدایی خود از فنرباغچه را اعلام کرد و پایان دوران حضورش در این باشگاه ترکیه‌ای را اعلام کرد. 

### رئال مادرید
در ۶ ژوئیه ۲۰۲۳، باشگاه لالیگایی رئال مادرید از امضای قرارداد شش ساله با گولر تا ژوئن ۲۰۲۹ خبر داد. این توافق با فعال کردن بند آزادسازی او با پرداخت اولیه ۲۰ میلیون یورو، که از بند ۱۷/۵ میلیون یورویی قرارداد قبلی او با فنرباغچه بیشتر بود، منعقد شد. گولر از رئال مادرید درخواست کرد که برای جمع‌آوری بودجه برای باشگاه سابقش، مبلغی فراتر از بند آزادسازی او پرداخت کند. 

### فصل ۲۴-۲۰۲۳
پس از مصدومیت‌های متعدد در اواخر سال ۲۰۲۳، گولر نخستین بازی خود را برای رئال مادرید در بازی کوپا دل ری مقابل آراندینا در ۶ ژانویه ۲۰۲۴ انجام داد و در پیروزی ۳-۱ تیم نقش داشت. 
در ۱۴ ژانویه، گولر نخستین جام خود را با رئال مادرید در فینال سوپرجام اسپانیا به دست آورد، جایی که رئال مادرید با نتیجه ۴-۱ بارسلونا را شکست داد. او نخستین بازی خود در لالیگا را در ۲۷ ژانویه مقابل لاس پالماس انجام داد و در دقیقه ۸۱ به عنوان بازیکن تعویضی به جای رودریگو وارد زمین شد. در ۱۰ مارس، او اولین گل لیگ خود را برای رئال مادرید به ثمر رساند و در دقیقه چهارم وقت‌های تلف شده، پنج دقیقه پس از تعویض، ویسنته گوایتا، دروازه‌بان سلتاویگو را دریبل زد تا پیروزی ۴-۰ لیگ مقابل سلتاویگو را قطعی کند. در ۲۶ آوریل، گولر اولین بازی خود در لالیگا را با یک گل رقم زد و به تیمش پیروزی ۱-۰ مقابل رئال سوسیداد در ورزشگاه رئال آرنا را هدیه داد. در ۱۹ مه، او در تساوی ۴-۴ مقابل ویارئال دو گل به ثمر رساند و به سریع‌ترین بازیکن تاریخ رئال مادرید تبدیل شد که در تنها ۳۳۰ دقیقه بازی، شش گل در لالیگا به ثمر رسانده است. اگرچه او در این رقابت‌ها بازی نکرد، اما نخستین بازیکن ترکیه‌ای بود که لیگ قهرمانان اروپا را فتح کرد، زمانی که باشگاهش پانزدهمین عنوان قهرمانی خود را با پیروزی ۲-۰ مقابل بوروسیا دورتموند در فینال به دست آورد. 

### فصل ۲۵-۲۰۲۴
گولر اولین بازی خود در لیگ قهرمانان اروپا را به عنوان بازیکن تعویضی در بازی افتتاحیه مرحله گروهی لیگ انجام داد که با پیروزی ۳-۱ مقابل اشتوتگارت در ۱۷ سپتامبر ۲۰۲۴ به پایان رسید. بعداً در همان سال، او اولین گل فصل خود را در پیروزی ۳-۰ خارج از خانه مقابل خیرونا در لالیگا در ۷ دسامبر به ثمر رساند. پس از اینکه عمدتاً در مسابقات کوپا دل ری مورد استفاده قرار گرفت و در بیشتر فصل زمان محدودی را در بازی‌های لیگ سپری کرد، در ۲۳ آوریل ۲۰۲۵ به ندرت در ترکیب اصلی لیگ قرار گرفت، زمانی که گل پیروزی را به ثمر رساند و در پیروزی ۱-۰ مقابل ختافه به عنوان بازیکن برتر مسابقه انتخاب شد، و در ۴ مه نیز در پیروزی ۳-۲ مقابل سلتاویگو یک گل و یک پاس گل به نام خود ثبت کرد. 

## دوران حرفه‌ای بین‌المللی
گولر بازیکن تیم ملی جوانان ترکیه است و تا تیم زیر ۲۱ سال ترکیه بازی کرده است. او اولین بازی ملی خود را برای تیم ملی بزرگسالان ترکیه در ۱۹ نوامبر ۲۰۲۲، در پیروزی ۲-۱ دوستانه مقابل جمهوری چک انجام داد. او اولین گل خود را در ۱۹ ژوئن ۲۰۲۳ مقابل ولز در مسابقات مقدماتی یورو ۲۰۲۴ به ثمر رساند.

### یورو ۲۰۲۴ یوفا
گولر در فهرست ۲۶ نفره تیم ملی ترکیه برای مسابقات یورو ۲۰۲۴ قرار گرفت. در ۱۸ ژوئن ۲۰۲۴، او به عنوان بازیکن برتر زمین انتخاب شد، زیرا در پیروزی ۳-۱ ترکیه مقابل گرجستان در بازی افتتاحیه گلزنی کرد و به اولین نوجوانی تبدیل شد که در اولین بازی خود در مسابقات قهرمانی اروپا از زمان کریستیانو رونالدو در سال ۲۰۰۴ گلزنی می‌کند. با این گل، او همچنین به پنجمین گلزن جوان تاریخ این مسابقات و جوان‌ترین بازیکن تازه‌کاری تبدیل شد که در سن ۱۹ سال و ۱۱۴ روزگی موفق به گلزنی شده و رکورد قبلی کریستیانو رونالدو را شکست. 
در ۳ ژوئیه، گولر یک پاس گل داد تا ترکیه در مرحله یک هشتم نهایی، اتریش را با نتیجه ۲-۱ شکست دهد و به مرحله یک چهارم نهایی راه یابد. با این کار، او پس از کریستیانو رونالدو و وین رونی، سومین نوجوان تاریخ شد که در یک دوره یورو هم گل زده و هم پاس گل داده است.

## سبک بازی
گولر که به عنوان یکی از بهترین فوتبالیست‌های جوان جهان شناخته می‌شود، یک هافبک تهاجمی چپ پا است که می‌تواند به عنوان وینگر، به ویژه در جناح راست، نیز بازی کند. او یک بازیکن بسیار باهوش است و به خاطر توانایی‌اش در مقابله با موقعیت‌های پیچیده در فضاهای تنگ، برجسته است. گولر، یک بازی ساز خوب، همچنین دارای مهارت دریبل‌زنی چشمگیر، دید، خلاقیت، مهارت‌های پاسکاری بالاتر از حد متوسط و توانایی فنی قابل توجه در ضربات ایستگاهی است.

## آمار ملی

### بازی‌های ملی
تا تاریخ ۱۹ ژوئن ۲۰۲۳
| ترکیه | ترکیه | ترکیه |
| سال   | بازی  | گل    |
| ----- | ----- | ----- |
| ۲۰۲۲  | ۱     | ۰     |
| ۲۰۲۳  | ۳     | ۱     |
| مجموع | ۴     | ۱     |

### گل‌های ملی
| شماره | تاریخ        | میزبان | بازی ملی | حریف | نتیجه | رقابت                         |
| ----- | ------------ | ------ | -------- | ---- | ----- | ----------------------------- |
| ۱     | ۱۹ ژوئن ۲۰۲۳ | صامسون | ۴        | ولز  | ۲–۰   | مقدماتی جام ملت‌های اروپا ۲۰۲۴ |

## افتخارات

### فنرباغچه
- جام حذفی فوتبال ترکیه: ۲۰۲۲–۲۳[۲]

### رئال مادرید
- سوپرجام فوتبال اسپانیا: ۲۴–۲۰۲۳[۳]
- لالیگا: ۲۴–۲۰۲۳
- لیگ قهرمانان اروپا: ۲۴-۲۰۲۳